# Aleuropapillatus kumariensis
Aleuropapillatus kumariensis là một loài côn trùng cánh nửa trong họ Aleyrodidae, phân họ Aleyrodinae.
Aleuropapillatus kumariensis được Regu & David miêu tả khoa học đầu tiên năm 1993.